# دریای کارائیب

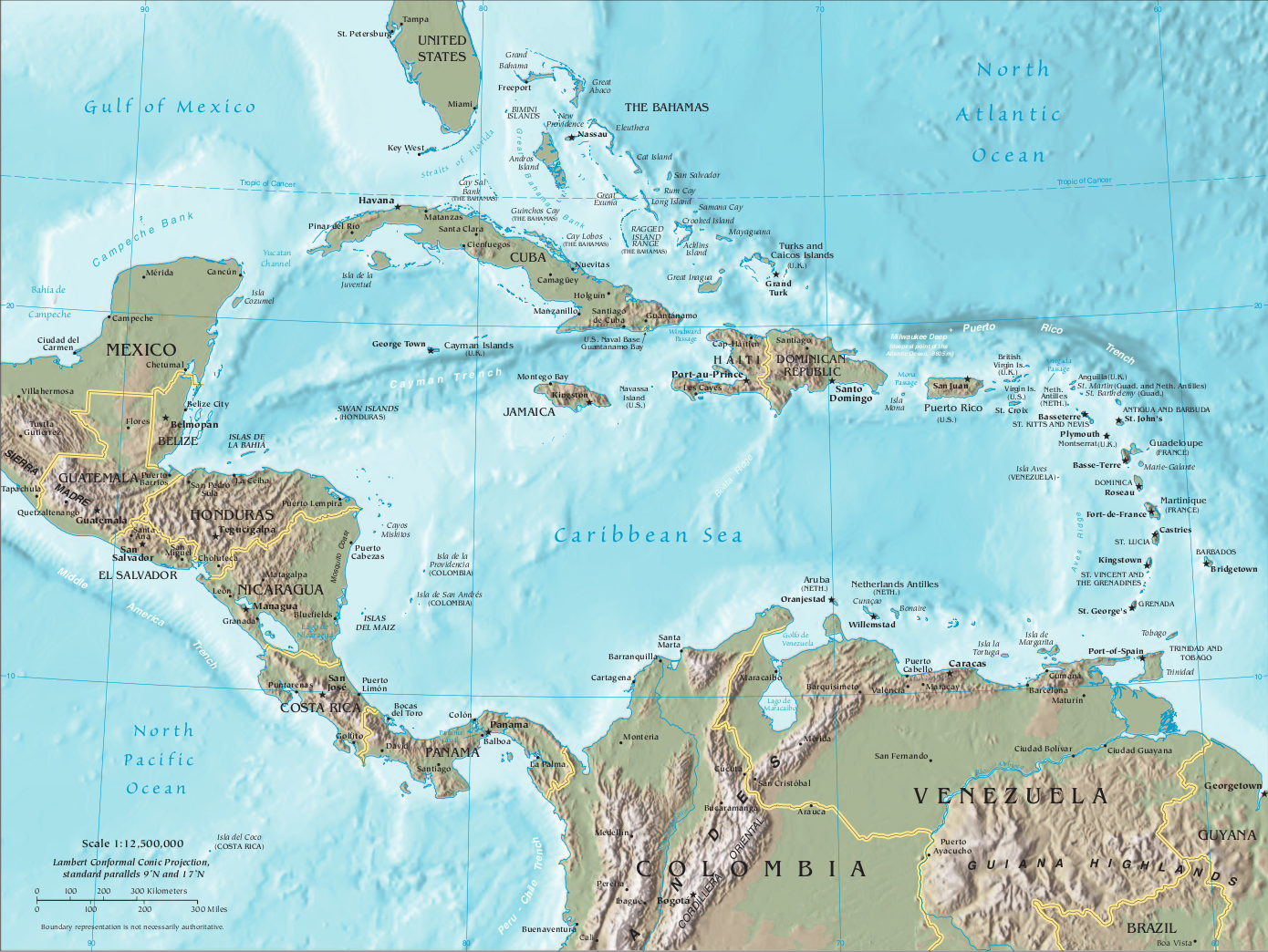
نقشه آمریکای مرکزی و دریای کارائیب

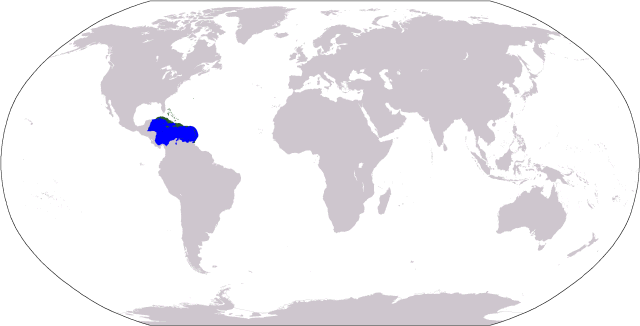
نقشهٔ دریای کارائیب: آبی = اقیانوس کارائیب سبز = آنتیل

دریای کارائیب دریائی است در غرب اقیانوس اطلس، منطقه کارائیب در آمریکای مرکزی. نام این دریا را در متون قدیمی‌تر دریای غَرائب نیز نوشته‌اند.
منطقهٔ کارائیب بخشی میانی از قارهٔ آمریکا است که میان آمریکای شمالی و آمریکای جنوبی و در شرق آمریکای مرکزی قرار دارد. این منطقه شامل مجمع‌الجزایری با ۷۰۰ جزیره و صخره‌های دریایی است که به «قارهٔ جزایر» نیز شهرت دارد و به سه بخش اصلی تقسیم می‌شود: آنتیل کوچک در جنوب (مجموعه‌ای از جزایر کوچک میان دریای کارائیب و اقیانوس اطلس)، آنتیل بزرگ در شمال غرب (شامل جزایر بزرگ‌تری چون کوبا، جامائیکا، هیسپانیولا و پورتوریکو) و جزایر باهاما و تورکس و کایکوس (یا مجمع‌الجزایر لوکایی) در شمال‌تر.
این منطقه پیشتر با عنوان «هند غربی» شناخته می‌شد، اما به دلیل معانی استعماری آن، این عنوان کمتر در متون علمی به کار می‌رود. کارائیب شامل ۲۸ کشور و قلمرو است و مساحت دریای کارائیب ۲٬۷۵۴٬۰۰۰ کیلومتر مربع و مساحت خشکی‌های آن ۲۳۳٬۹۷۶ کیلومتر مربع است. برخی مناطق ساحلی در آمریکای مرکزی و جنوبی مانند بلیز و گویان‌ها از نظر فرهنگی بخشی از کارائیب امروزی به‌شمار می‌آیند، اما از نظر باستان‌شناسی در شمار این منطقه قرار نمی‌گیرند.
میانگین دمای آب دریا ۲۷ درجه سانتی‌گراد است که در طول سال تقریباً ثابت می‌ماند. اما میزان بارندگی در بخش‌های مختلف متفاوت است؛ از ۲۵ سانتی‌متر در برخی مناطق تا ۹۰۰ سانتی‌متر در مناطق دیگر. توفان‌های گرمسیری در بخش‌های شمالی دریا شایع‌اند، اما در نواحی جنوبی به ندرت دیده می‌شوند.

## جغرافیا
دریای کارائیب بخشی از اقیانوس اطلس شمالی در نواحی گرمسیری نیم‌کره غربی است که در جنوب خلیج مکزیک و جنوب غربی دریای ساراگاسو قرار دارد. این دریا از شمال به جزایر آنتیل بزرگ (از کوبا تا پورتوریکو)، از شرق به آنتیل کوچک (از جزایر ویرجین تا ترینیداد و توباگو)، از جنوب به سواحل ونزوئلا و کلمبیا در آمریکای جنوبی و از غرب به آمریکای مرکزی و شبه‌جزیره یوکاتان (از پاناما تا مکزیک) محدود می‌شود. منطقه ژئوپلیتیکی که پیرامون دریای کارائیب شکل گرفته و شامل جزایر هند غربی و مناطق ساحلی مجاور در قاره آمریکا است، به عنوان «کارائیب» شناخته می‌شود.
دریای کارائیب در جنوب خلیج مکزیک، شرق اقیانوس اطلس و غرب آمریکای مرکزی و آمریکای جنوبی قرار دارد. در غرب این دریا ۹ کشور از جمله مکزیک، بلیز، گواتمالا و هندوراس واقع شده‌اند و در شرق آن جزایر کارائیب مانند سنت لوسیا، باربادوس و گرنادا قرار دارند.
در محدودهٔ خود منطقهٔ کارائیب، جامائیکا که در جنوب کوبا قرار دارد، بزرگ‌ترین جزیره در میان چندین جزیرهٔ این منطقه است. به دلیل شباهت موقعیتی آن با دریای مدیترانه - که میان دو خشکی قاره‌ای قرار دارد - دریای کارائیب همراه با خلیج مکزیک به اشتباه «مدیترانهٔ آمریکا» نامیده شده است. با این حال، از نظر هیدرولوژی و اقلیم، کارائیب هیچ شباهتی به مدیترانه ندارد. اصطلاح اقیانوس‌شناسی ترجیحی برای کارائیب، «دریای آنتیل-کارائیب» است که به همراه خلیج مکزیک، «دریای آمریکای مرکزی» را تشکیل می‌دهد. بیشترین عمق شناخته‌شده در کارائیب، گودال کیمن (که به ژرف‌دره بارتلت نیز معروف است) است که میان کوبا و جامائیکا قرار دارد و حدود ۷٬۶۸۶ متر زیر سطح دریا عمق دارد.
دریای کارائیب یکی از بزرگ‌ترین دریاهای جهان است و مساحت آن حدود ۲٫۷۵ میلیون کیلومتر مربع است؛ معادل ۹ برابر اندازه بریتانیا. میانگین عمق آن ۲۲۰۰ متر است و عمیق‌ترین نقطه آن، گودال کیمن (یا ژرف‌دره بارتلت) در میان کوبا و جامائیکا با عمقی حدود ۷۶۸۶ متر است.
آب‌های شفاف و زلال این دریا، زیستگاه گونه‌های متنوعی از آبزیان است که آن را به یکی از محبوب‌ترین مکان‌ها برای غواصی تبدیل کرده است. از گونه‌های مهم جانوری این دریا می‌توان به کوسه‌های ببری، کوسه‌های کارائیبی، خرچنگ‌ها، مارماهی‌های موری، شیرماهی‌ها (که سمی هستند) و سفره‌ماهی‌ها اشاره کرد. علاوه بر این، حدود ۹۰ گونه پستاندار دریایی مانند دلفین‌ها، نهنگ‌های عنبر، گاوهای دریایی و فک‌ها در این دریا زندگی می‌کنند.
دریای کارائیب دارای دومین صخره مرجانی بزرگ جهان به نام صخره مرجانی مزوامریکایی به طول ۷۰۰ مایل است. این دریا بیش از ۷٬۰۰۰ جزیره را در خود جای داده که متعلق به ۲۸ کشور است. حدود ۱۲٬۰۰۰ گونه دریایی در آن زندگی می‌کنند که بیش از ۱٬۰۰۰ گونه از آن‌ها ماهی‌هایی مانند ماهی پرنده، مارماهی‌های موری، کوسه گاوی و کوسه ببری هستند. این دریا ۱۴ درصد از کل صخره‌های مرجانی جهان را در خود جای داده است. کارائیب یکی از بزرگ‌ترین مناطق تولید نفت جهان است و سالانه حدود ۱۷۰ میلیون تن نفت تولید می‌کند.

## تاریخچه
نام کارائیب از نام قوم سرخ‌پوست «کاریب» گرفته شده که در زمان رسیدن اروپایی‌ها به این منطقه، یعنی در اواخر سده پانزدهم، قوم چیره بر منطقه را تشکیل می‌دادند.
کارائیب آخرین منطقه در قاره‌های آمریکا بود که توسط انسان‌ها مسکونی شد. این امر به دلیل دشواری‌های دسترسی به جزایر دوردست، نیاز به مهارت‌های پیشرفته دریانوردی و برنامه‌ریزی برای مهاجرت‌های دریایی بوده است. جزایر به‌عنوان «مکان‌های پویای تغییرات اجتماعی و فرهنگی و کانون‌های تعامل گسترده» در نظر گرفته می‌شوند و استعمار آن‌ها نتیجه تعامل میان جزیره‌نشینی، هویت، سکونت انسانی و ارتباطات دریایی بوده است. حضور اولیه انسان در آنتیل‌ها به حدود ۷۵۰۰ پیش از میلاد بازمی‌گردد، اما دربارهٔ تاریخ دقیق مهاجرت‌های اولیه، دلایل این مهاجرت‌ها، مناطق مبدأ، زمان‌بندی چندمرحله‌ای جابه‌جایی جمعیت‌ها میان مناطق قاره‌ای و جزایر، هویت گروه‌های بومی ساکن این جزایر و الگوهای رفت‌وآمد و تعاملات میان‌جزیره‌ای هنوز پرسش‌های بی‌پاسخ زیادی باقی مانده که موجب شکل‌گیری تفسیرهای گوناگون شده است.
پس از کشف منطقه هند غربی توسط کریستف کلمب در ۱۴۹۲ میلادی، اصطلاح اسپانیایی آنتیلاس برای نامیدن این مناطق رواج یافت و هنوز هم در تعدادی از زبان‌های اروپایی دریای کارائیب را «دریای آنتیل» می‌نامند.

## نگارخانه

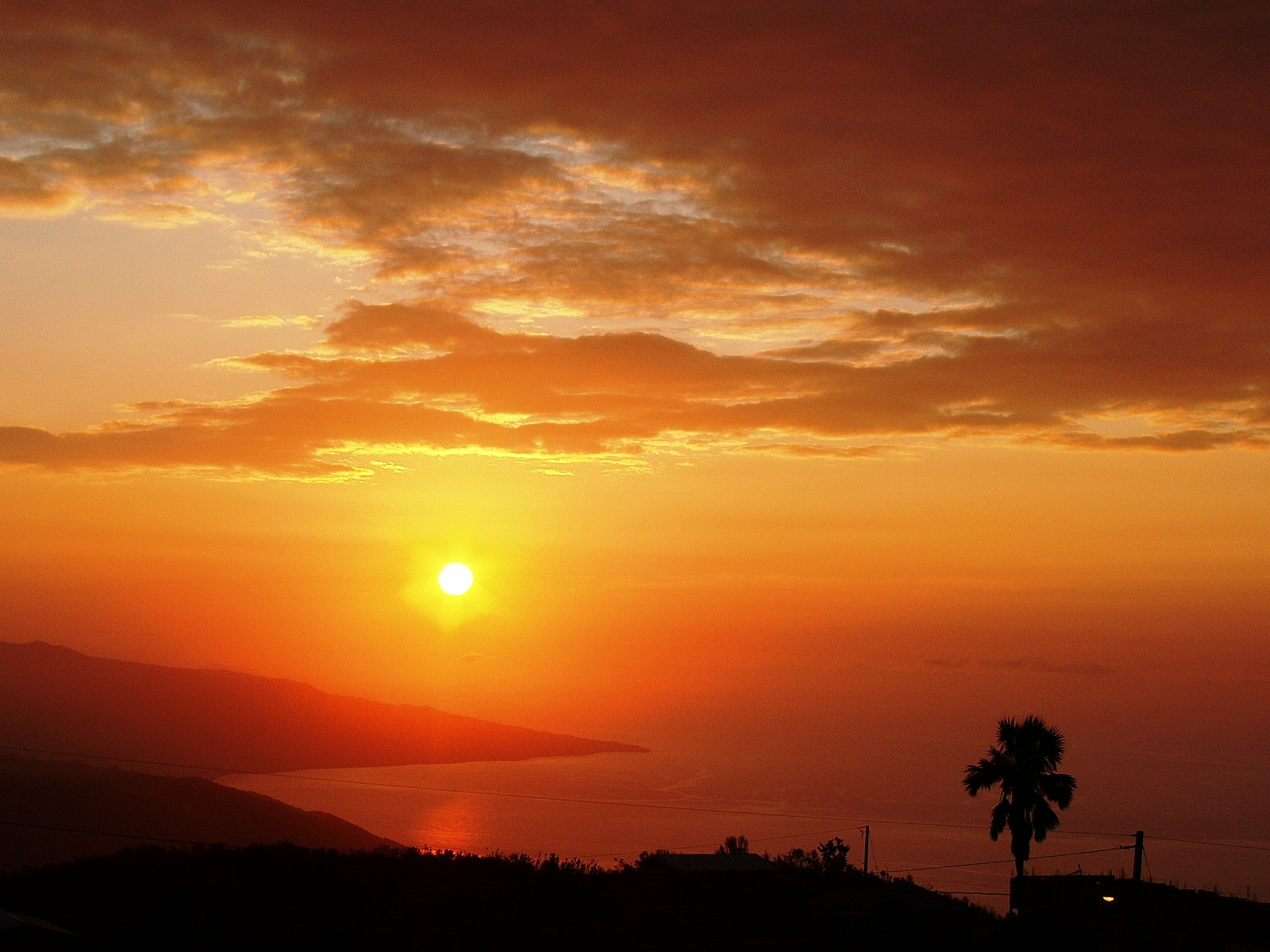
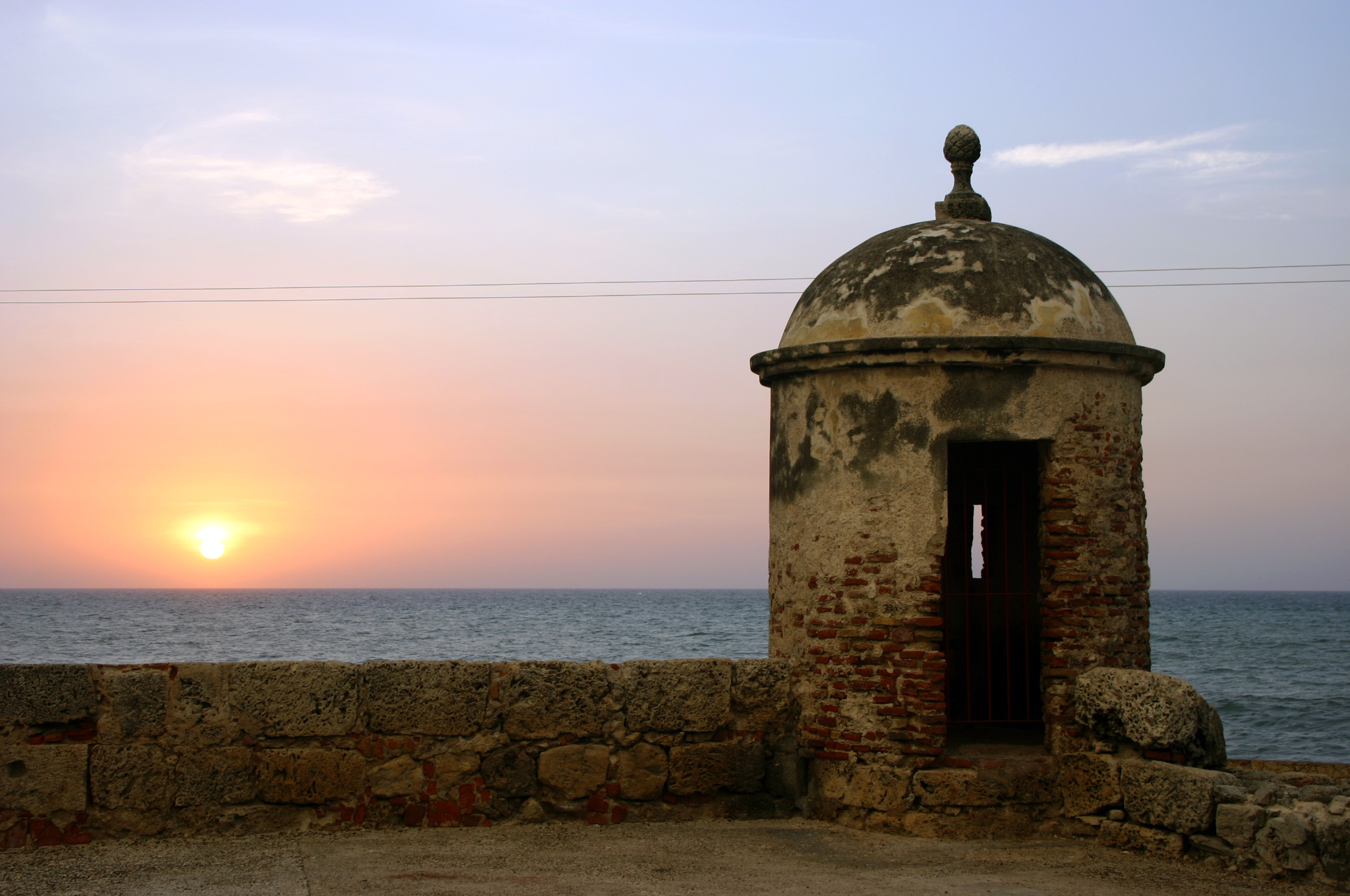